# Новосапашево
Новосапа́шево (рос. Новосапашево, башк. Яңы һапаш) — присілок у складі Кугарчинського району Башкортостану, Росія. Входить до складу Волостновської сільської ради.
Населення — 37 осіб (2010; 33 в 2002).
Національний склад:
- росіяни — 73%